# Giacomo Gotifredo Ferrari
Giacomo Gotifredo Ferrari (Rovereto, 1763 – Londra, 2 dicembre 1842) è stato un compositore italiano.

## Biografia
Venne battezzato il 2 aprile del 1763: alla morte dei genitori, commercianti della seta a Rovereto, partì per Napoli (1784) dove frequentò Giovanni Paisiello, modello ed esempio di operista giunto in quegli anni ai vertici della sua esperienza creativa, e il barese Gaetano Latilla, che gli fu insegnante di contrappunto.
All'esperienza teatrale, quale maestro concertatore al cembalo, Ferrari accostò fin da allora la frequentazione, in veste di insegnante di canto e accompagnatore di cantanti, degli ambienti aristocratici.
Nel luglio 1787 si spostò a Parigi, subito inserito nell'ambiente della nobiltà; ma in seguito alla Rivoluzione preferì trasferirsi a Londra (1792), dove rimase per cinquanta anni, fino alla morte.

## GliAneddoti, autobiografia del Ferrari
Aneddoti piacevoli e interessanti occorsi nella vita di Giacomo Gotifredo Ferrari da Rovereto: questo il titolo di una interessante autobiografia in due volumi, pubblicata a Londra nel 1830 e dedicata al re Giorgio IV; essa ci permette di conoscere più da vicino questo personaggio della storia della musica a cavallo tra il XVIII  e il XIX secolo, valido musicista e osservatore arguto della realtà che lo circondava. L'uomo Ferrari, quale ci appare dalla sua autobiografia, fu dotato di carattere estroverso e sereno, amante dell'avventura con equilibrata moderazione, desideroso di conoscere, vivere nuove esperienze, viaggiare.
Numerosi sono i personaggi di cui Ferrari diede testimonianza diretta nella sua autobiografia: Franz Joseph Haydn, Muzio Clementi, Luigi Cherubini, nei confronti dei quali nutrì ammirazione e rispetto; pagine di commossa venerazione egli dedicò a Wolfgang Amadeus Mozart, definito il compositore più eminente che mai sia comparso.

## Opere

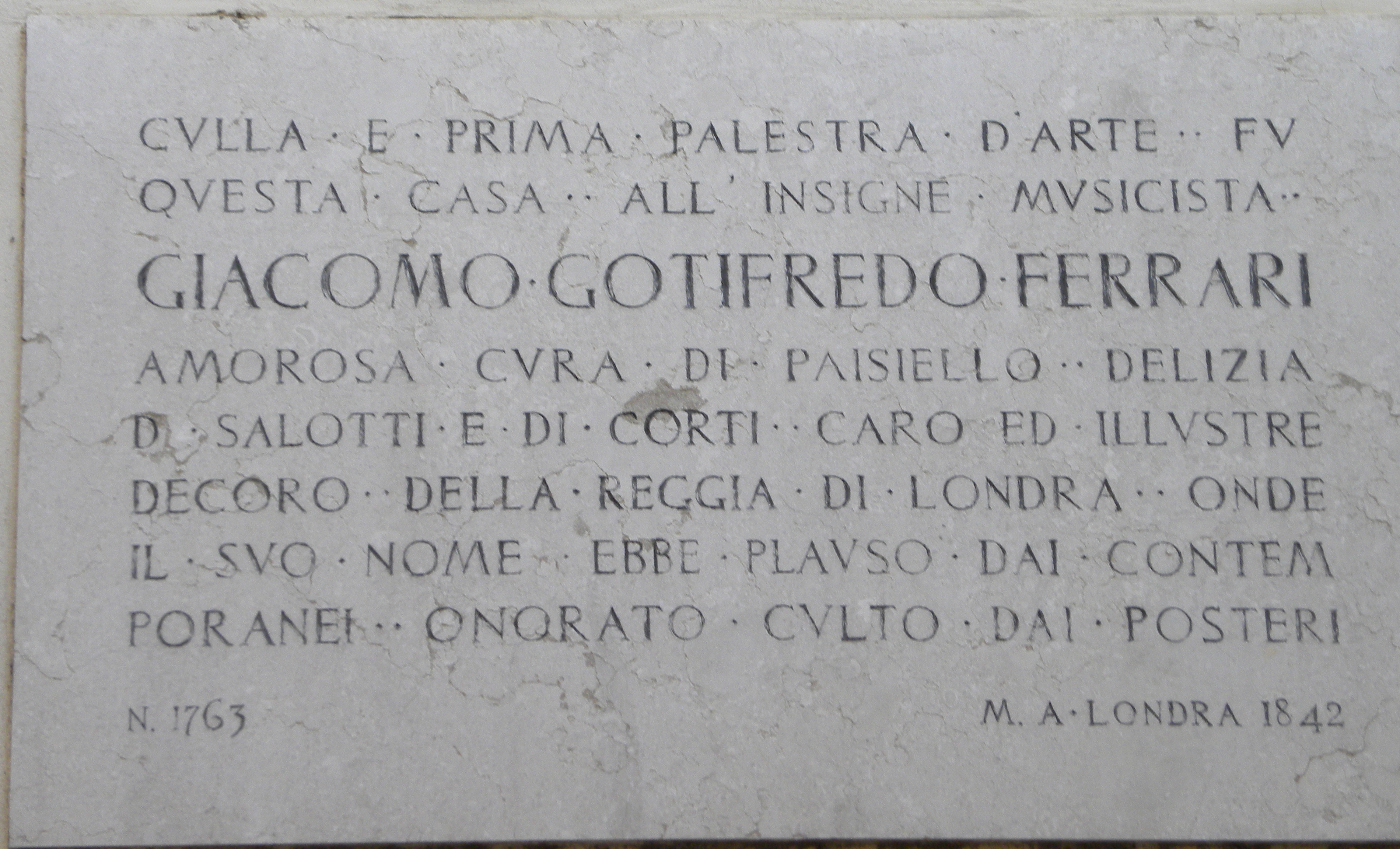
Lapide dedicata in Via della Terra a Rovereto

Ferrari dedicò molta parte della sua opera alla musica vocale: fu insegnante di canto e autore di trattati, compositore di opere serie e opere buffe, e scrisse inoltre una gran quantità di ariette. L'unica opera teatrale di cui si conserva l'intera partitura è Li Due Svizzeri, rappresentata a Londra nel 1799. Cospicua è anche la sua produzione di musica strumentale, nella quale spiccano Concerti per pianoforte, Sonate per pianoforte e per violino, pezzi per arpa, composizioni per organici cameristici più ampi (settimino, ecc.).

## Discografia
- Sonata (Trio) in Sol Maggiore op.25 n.3 per pianoforte, violino e violoncello (1799), Nicola Sfredda, pf., Margit Spirk, vl., Marta Prodi, vc. - PM Classic, 1987
- Duets for Harp and Piano per arpa, fortepiano e 2 corni naturali Paola Perrucci- arpa, Carlo Mazzoli - Fortepiano, Elisa Bognetti e Luca Delpriori corni. Dynamic 2022